# Équipe de république d'Irlande des moins de 19 ans de football
Cet article traite de l'équipe masculine. Pour l'équipe féminine, voir Équipe de république d'Irlande féminine de football des moins de 19 ans.
Maillots
L'équipe de république d'Irlande des moins de 19 ans de football est constituée par une sélection des meilleurs joueurs irlandais de moins de 19 ans sous l'égide de la Fédération d'Irlande de football. L'équipe a remporté une fois le Championnat d'Europe de football des moins de 19 ans en 1998 (c'était alors une compétition pour les moins de 18 ans).

## Parcours

### Parcours en Championnat d'Europe
– Moins de 18 ans 
- 1981 : Non qualifiée
- 1982 : 1er tour
- 1983 : 1er tour
- 1984 : Quatrième
- 1986 : Non qualifiée
- 1988 : Non qualifiée
- 1990 : Cinquième
- 1992 : Non qualifiée
- 1993 : Non qualifiée
- 1994 : Non qualifiée
- 1995 : Non qualifiée
- 1996 : Non qualifiée
- 1997 : Non qualifiée
- 1998 :  Vainqueur
- 1999 :  Troisième
- 2000 : Non qualifiée
- 2001 : Non qualifiée

– Moins de 19 ans
- 2002 : Quatrième
- 2003 : Non qualifiée
- 2004 : Non qualifiée
- 2005 : Non qualifiée
- 2006 : Non qualifiée
- 2007 : Non qualifiée
- 2008 : Non qualifiée
- 2009 : Non qualifiée
- 2010 : Non qualifiée
- 2011 : Demi-finaliste
- 2012 : Non qualifiée
- 2013 : Non qualifiée
- 2014 : Non qualifiée
- 2015 : Non qualifiée
- 2016 : Non qualifiée
- 2017 : Non qualifiée
- 2018 : Non qualifiée
- 2019 : Demi-finaliste
- 2022 : Non qualifiée
- 2023 : Non qualifiée
- 2024 : Non qualifiée